# درموداکتیلوس
درموداکتیلوس (نام علمی: Dermodactylus montanus) نام یک گونه از راسته پتروسور است.